# 417
417 (CDXVII, na numeração romana) foi um ano comum do século V do  Calendário Juliano, da Era de Cristo, e a sua letra dominical foi G, totalizando 52 semanas, com início a uma segunda-feira e terminou também a uma segunda-feira.
| Ano completo                         |
| ------------------------------------ |
| Ano comum com início à segunda-feira |

## Eventos
- 1 de Janeiro — O imperador Honório obriga Gala Placídia a casar-se com Constâncio, seu famoso general (magister militum).

- 18 de Março - É eleito o Papa Zósimo, 41º papa, que sucedeu ao Papa Inocêncio I.
- Os bispos das províncias romanas Tarraconense, Bética, Lusitânia e Cartaginense reúnem-se em concílio por ordem de São Leão Magno e redigem uma Regra de Fé contra a heresia priscilianista.

## Nascimentos
- Imperador Yuryaku (雄略天皇, Yūryaku-tennō)  21º Imperador do Japão, na lista tradicional de sucessão, morreu em 479[1].

## Mortes
- 12 de Março - Papa Inocêncio I, 40º papa.